# Trolleybus van Kabul
De trolleybus van Kabul was het enige trolleybusbedrijf in Afghanistan. De lijn in de Afghaanse hoofdstad Kabul werd op 9 februari 1979 geopend en moest - afhankelijk van de bron - al in 1992 of 1993 omwille van de Afghaanse Oorlog opnieuw worden opgeheven. De enige lijn had een lengte van 12,5 kilometer en verbond het hotel Spinzar met de textielfabriek. In werkelijkheid werd deze bediend door drie afzonderlijke lijnen die elk een deel van het volledige traject voor hun rekening namen. Voor elk deeltraject was een afzonderlijk vervoerbewijs nodig en doorgaande biljetten werden niet aangeboden. Lijnnummers waren niet in gebruik en de lijnen waren enkel te onderscheiden aan hun eindbestemming:
- Hotel Spinzar - Silo / Stelplaats
- Silo / Stelplaats - Cinema Pamir
- Cinema Pamir - Textielfabriek

Bij de opening in 1979 was enkel het middelste deel van de lijn Silo / Stelplaats - Cinema Pamir in gebruik. Op dat deel bevond zich tevens de stelplaats. Het werd tussen 1976 en 1979 aangelegd met de hulp van experten uit Tsjecho-Slowakije. De firma Škoda leverde 25 niet-gelede trolleybussen van het type 9TrH23, geschilderd in blauw-witte kleurstelling.
In de volgende jaren werd het traject aan beide uiteinden verlengd. Onder Afghaans beheer werden de trajecten Silo - Hotel Spinzar en Cinema Pamir - Textielfabriek aangelegd. Het wagenpark werd uitgebreid met 61 trolleybussen van hetzelfde type zodat het bedrijf over 86 voertuigen beschikte. Tijdens de spitsuren waren gelijktijdig 55 tot 60 trolleybussen in dienst.
Op 7 november 2003 ondertekenden de Afghaanse vice-transportminister Said Ahmad Roheen en een Tsjechisch consortium onder de aanvoering van het bedrijf Královopolská Ria uit Brno in Praag een overeenkomst voor de heraanleg van een trolleybusnet in Kabul. In totaal zou tot de herfst van 2011 een 27 kilometer lang net her- of nieuw aangelegd worden en met 50 tweeassige tweedehandstrolleybussen van het oudere type Škoda 14Tr worden uitgebaat.